# Nikon Coolpix S3
Le Nikon Coolpix S3 est un appareil photographique numérique de type compact fabriqué par Nikon de la série de Nikon Coolpix.
Le S3 reprend les mêmes caractéristiques que le Coolpix S1, mais avec une définition de 6 au lieu de 5,1 mégapixels.
Commercialisé en septembre 2005, le S3 est un appareil ultra mince de 2 cm d'épaisseur et de dimensions réduites: 9 x 5,8 cm, et offre une définition de 6 mégapixels et un zoom optique de 3x.

Sa portée minimum de mise au point est de 30 cm, ramenée à 4 cm en mode macro.

Il est équipé d'une fonction AF Priorité visage qui permet d'avoir des portraits d'une bonne luminosité puisque l'appareil détecte les visages et réalise la mise au point dessus.

Il possède également le système D-lighting développé par Nikon qui permet éclaircir les zones sous-exposées d'une image directement à partir de l'appareil.

Son automatisme gère 16 modes Scène pré-programmés, dont un mode "prise de vue sous-marine" afin de faciliter les prises de vues (paysage, portrait, macro, musée, fête/intérieur, rétro-éclairage, plage/neige, portrait nuit, feu d'artifice, nocturne, aube/crépuscule, assistant de panorama, copie, vue sous-marine, sports, coucher de soleil).

L’ajustement de l'exposition est automatique et ne permet pas un mode manuel pour un ajustement éventuel.

La balance des blancs se fait de manière automatique, mais également semi-manuel avec des options pré-réglées (lumière incandescent, tubes fluorescents, nuageux, flash, lumière du jour).

La fonction "BSS" (Best Shot Selector) sélectionne parmi dix prises de vues successives, l'image la mieux exposée et l'enregistre automatiquement.

Son flash incorporé a une portée effective de 0,3 à 2,5 m et dispose de la fonction atténuation des yeux rouges et d'un dispositif d'éclairage AF.

Son mode rafale permet de prendre jusqu'à 1,6 image par seconde.
Il est livré avec une station d'accueil qui permet de recharger l'appareil et de visionner les photos directement depuis l'appareil ou d'un téléviseur.
Nikon sort en option un caisson étanche dédié WP-CP5 qui permet de photographier sous l'eau jusqu'à une profondeur de 40 m.
Nikon a arrêté sa commercialisation en 2006.

## Caractéristiques
- Capteur CCD taille 1/2,5 pouce: 6,4 millions de pixels, effective: 6 millions de pixels
- Zoom optique: 3x, numérique: 4x
- Distance focale équivalence 35 mm: 35-105 mm
- Ouverture de l'objectif: F/3,0-F/5,4
- Vitesse d'obturation: 2 à 1/350 seconde
- Sensibilité: ISO 50, 100 , 200, 400
- Stockage: Secure Digital SD - mémoire interne de 12 Mo
- Définition image maxi: 2816x2112 au format JPEG
- Autres définitions: 2048×1536, 1024×768 et 640×480.
- Définitions vidéo: 160×120, 320×240 et 640×480 à 15 images par seconde au format Quicktime et avec son.
- Connectique: Docking station, USB 2.0, audio-vidéo composite
- Écran LCD de 2,5 pouces - matrice active TFT de 110 000 pixels
- Compatible PictBridge
- Batterie propriétaire rechargeable Lithium-ion type EN-EL8
- Poids: 118 g - 170 g avec accessoires
- Finition: argent, blanc ou noir.